# Stokkebækskolen
Stokkebækskolen er en folkeskole på Sydøstfyn, som er opstået i august 2011 ved sammenlægning af skolerne i de 3 byer: 
- Gudme[1]
- Gudbjerg[2]
- Hesselager[3]

Derudover valgte en stor del af eleverne fra Sct. Michaels Skole i Oure at søge til skolens afdeling i Gudme.
De 3 skoler betegnes herefter som afdelinger. Afdelingerne i Gudbjerg og Hesselager har 0.-6. klasse med henholdsvis ca. 120 og ca. 100 elever. Afdelingen i Gudme, hvor eleverne samles efter 6. klasse, har 0.-9. klasse og rummer ca. 300 elever. Det samlede elevtal er altså på godt 500 elever.